# 烏馬河
乌马河又名五马河、回马河、马谷水，是中華人民共和國山西省的一條河流，為汾河支流。全长约63多公里（一說全長83.7公里）。河流发源于祁县东部，向东流入太谷县、再经榆社县向北折回太谷县 ，于太谷县小白乡南部折向西流，再流入祁县境北部以及清徐县，之後又返折回祁县流入汾河。中華人民共和國建国后，當局在乌马河兴建了5座中小型水库。其中建於1971年至1974年的庞庄水库，总库容为1800立方米。